# Хаиме Камил
Хаиме Камил (шп. Jaime Camil) је мексички глумац, певач, водитељ и комичар.

## Приватни живот
Рођен је 22. јула 1973. у Мексико Ситију.
Једино дете из првог брака истакнутог мексичког бизнисмена египатског порекла Хаимеа Камила Гарзе и бразилске сликарке Сесилије Салдање де Гама. Развели су се када је имао 5 година и то је обележило његово детињство. Отац се поново оженио и породица је постала бројнија. Због боље економске ситуације лакше је могао да се брине о сину. Преселио се код оца са 12 година.
Стидирао је пословну администрацију како би радио у некој од очевих фирми, али је отишао у шоу бизнис.
Ушао је у свет познатиx против воље свога оца који је желео да буде бизнисмен.
На почетку каријере говорило се како му је отац намештао послове, што је он одлучно негирао.
Има два полубрата Алексија и Хорхеа, и три полусестре Кали, Ерику и Мелису. Ерика је познатија као глумица Исабела Камил (Палома из серије Тереза).
Шурак је глумцу Серхију Мајеру, који је ожењен његовом сестром Ериком.
Током деведесетих је био добар пријатељ са певачем Луисом Мигелом. Почетком 2007. у једном интервјуу изјавио је како се више не дружи са њим. Боно, певач ирске групе U-2, манекенка Наоми Кембел, певач Алехандро Фернандез и глумица Анхелика Вале су његови најближи пријатељи од познатих личности.
Воли да борави у Акапулку.
Има три тетоваже: сунце на десном глежњу и тибетански симбол Куће ратника, грчког филозофа и математичара Епикура и Бескрајни чвор на десној руци.
Од ране младости обожава моторе. Поседује један од 20 на свету из колекције Confederate Hellcat Combat.
Амбасадор је Уницефа у Мексику.
Бави се разним спортовима: фудбалом, тенисом, каратеом, пливањем...
Са Хавијером Посом ишао је у Авантуру кроз Мексико и обишао скоро целу државу на мотору за 45 дана. Обишао је и Јужну Африку.
Говори четири језика: шпански, енглески, португалски и француски.
У дугогодишњој је вези са манекенком Хејди Балванера. 25. октобра 2011. добили су кћерку Елену.

## Каријера
Почео је 1993. на радију Radioactivo 98.5 у Мексико Ситију као спикер.
На телевизији дебитује 1995. у својој емисији Шоу Хаимеа Камила (El Show de Jaime Camil). 1996. ради нову емисију Ноћни провод са Хаимеом Камилом (Qué Nochecita con Jaime Camil). Обе су емитоване на каналу ТВ Азтека.
Године 1999, излази његов први музички албум Para estar contigo. Велики успех постиже у Мексику, Америци и широм Латинске Америке. Посебно се издвајају песме Nada es igual sin tí (Ништа није исто без тебе) и Nunca dejarte ir (Никада те нећу пустити да одеш).
Године 2000, улази свет глуме и теленовела и игра негативца у Телевисиној серији Ти си моја судбина поред певачице и глумице Лусеро.
Године 2001, издаје други музички албум Una vez más (Још једанпут), који није прошао запажено због слабе промоције. Исте године пева на албуму Tributo a las víctimas del 9/11, који је посвећен жртвама 11. септембра.
2002. се враћа на телевизију као водитељ музичког такмичења Операција Тријумф. У то време живео је у Мајамију због обавеза према дискографској кући која му је издала музички албум и путовао је једном недељно за Мексико како би водио ОТ.
Године 2004, игра у теленовели Срце у пламену продуцента Емилија Ларосе.
По завршетку снимања Срца у пламену сели се у Њујорк, где живи скоро годину дана. Са мјузиклом Los reyes del mambo гостује широм Америке.
Касније учествује у позоришној представи Latinologueѕ у продукцији Еухенија Дербеза, која се игра са великим успехом и на Бродвеју. Није се задржао дуго у њој јер га је продуценткиња Роси Окампо, у децембру 2005, позвала да игра у главну улогу у хумористичкој теленовели Ружна Лети. Није планирао скорији повратак на телевизију, али прихвата понуду не знајући да ће серија постићи огроман успех како у Мексику, тако и у Америци. Од тада каријеру дели на пре и после Ружне Лети. Добија награду за главну мушку улогу.
Исто тако се истакао и на великом платну. 1997. дебитује у филму Delfines. Следећи филм, Puños rosas, снима тек 2003.
Године 2004, игра у филму Zapata: El sueño de un hérое, о животу Емилијана Запате, вођи мексичке револуције. Даје живот Еуфемију Запати, Емилијановом брату. Филм постиже велики успех.
Исте године игра у филму Siete díaѕ. Филм добија одличне критике, Хаиме осваја Diosa de Plata (Сребрна богиња) за најбољу споредну улогу, а бива номинован и за награду Ariel у истој категорији.
Године 2005, игра у филму Dios o demonio о Фиделу Кастру.
Исте године се појављује у ТВ серији Una familia de 10.
Године 2004, и 2005. игра у краткометражним филмовима Mariana made in Tepito и Volver, volver.
У марту 2007, по завршетку снимања Ружне Лети, сели се у Енсенаду (Доња Калифорнија), где снима филм Recien cazado, заједно са колумбијском глумицом Габријелом Вергара. Екипа је снимала у Енсенади и Паризу.
Две године заредом, 2006. и 2007. часопис People en español уврстио га је у 50 најлепших латиноамериканаца (50 latinos más bellos).
У мају 2007. игра капетана Кука у дечјој представи Петар Пан позоришта Алдама у Мексико Ситију. Представа је била веома гледана и добила је одличне критике.
У септембру 2007. игра у мјузиклу El diluvio que viene, под режијом Феле Фабрегас. Играо је оца Силвестреа и за ову улогу у фебруару 2008. добио награду на манифестацији Premios APT.
Године 2007, позајмљује глас Елиоту у анимираном филму Open Season и Берију Бенсону у Bee Movie.
У фебруару 2008. се враћа на мали екран са хумористичком теленовелом Канди, продуценткиње Роси Окампо, у којој игра поред Жаклин Бракамонтес и Валентина Лануса.
Године 2009, позајмљује глас главном лику у мексичком анимираном филму El agente 00P2.
Године 2009, снима хумористичку теленовелу Los exitosos Pérez. Серија је снимана у Аргентини.
Године 2010, игра у филму Regresa, поред бивше мисице Бланке Сото. Средином исте године снима филм Salvando al Soldado Pérez.
Године 2011, са Даном Гарсијом игра у филму El cielo en tu mirada.
Дана 7. новембра 2011. почиње са снимањем хумористичке теленовеле Por ella soy Eva (Због ње сам Ева), у којој има главну улогу и игра мушкарца који се прерушава у жену.

## Филмографија:
Теленовеле:
| Година:    | Српски назив:      | Оригинални назив: | Улога:                        |
| ---------- | ------------------ | ----------------- | ----------------------------- |
| 2012.      | /                  |                   | Хуан Карлос Ева               |
| 2009—2010. | /                  |                   | Мартин Перез Гонсало Гонзалез |
| 2008.      | Канди              |                   | Сантијаго Лопез Кармона       |
| 2006—2007. | Ружна Лети         |                   | Фернандо Мендиола             |
| 2004—2005. | Срце у пламену     |                   | Сесар Линарес                 |
| 2000.      | Ти си моја судбина |                   | Маурисио Родригез Калдерон    |

Филмови:
| Година: | Српски назив:                       | Оригинални назив: | Улога:              |
| ------- | ----------------------------------- | ----------------- | ------------------- |
| 2018.   | Хотел Трансилванија 3: Одмор почиње |                   | Ел Чупакабра (глас) |
| 2011.   | /                                   |                   |                     |
| 2011.   | /                                   |                   |                     |
| 2010.   | /                                   |                   | Ернесто дел Ваље    |
| 2009.   | /                                   |                   | Себастијан          |
| 2009.   | /                                   |                   | Тамбо (глас)        |
| 2008.   | /                                   |                   | Балди               |
| 2007.   | /                                   |                   | Бери Бенсон (глас)  |
| 2006.   | /                                   |                   | Елиот (глас)        |
| 2005.   | /                                   | ()                | Алберто             |
| 2005.   | /                                   |                   | Хорхе               |
| 2004.   | /                                   |                   | Тони Замакона       |
| 2004.   | /                                   |                   | Бони                |
| 2004.   | /                                   |                   | Еуфемио Запата      |
| 2003.   | /                                   |                   | Ранди Гарза         |
| 1997.   | /                                   |                   |                     |

ТВ серије:
| Година: | Српски назив: | Оригинални назив: | Улога: |
| ------- | ------------- | ----------------- | ------ |
| 2007.   | /             |                   |        |
| 2003.   | /             |                   |        |
| 2001.   | /             |                   |        |

Позориште:
| Година: | Наслов представе: | Улога:         | Жанр:   |
| ------- | ----------------- | -------------- | ------- |
| 2008.   |                   | Геније         | Мјузикл |
| 2007.   |                   | Отац Силвестре | Мјузикл |
| 2007.   |                   | Капетан Кук    | Мјузикл |
| 2005.   |                   | Пакито         | Мјузикл |
| 2005.   |                   |                |         |
| 2005.   |                   | Нестор Кастиљо | Мјузикл |
| 2004.   | ()                | Бернардо       | Мјузикл |

Као водитељ на радију, телевизији и културним манифестацијама:
| Година: | Наслов програма: |
| ------- | ---------------- |
| 2011.   |                  |
| 2010.   |                  |
| 2010.   |                  |
| 2009.   |                  |
| 2007.   |                  |
| 2006.   |                  |
| 2005.   |                  |
| 2005.   |                  |
| 2005.   |                  |
| 2003.   |                  |
| 2002.   |                  |
| 2000.   |                  |
| 2000.   |                  |
| 2000.   |                  |
| 2000.   |                  |
| 1996.   |                  |
| 1995.   |                  |
| 1993.   |                  |

## Дискографија:
| Година: | Наслов: | /                                                   |
| ------- | ------- | --------------------------------------------------- |
| 2008.   |         | Песма за представу                                  |
| 2008.   |         | Солистички албум                                    |
| 2006.   | ,       | Песме за серију Ружна Лети, дуети са Анхеликом Вале |
| 2004.   |         | Песма за филм                                       |
| 2001.   |         | Гост на албуму посвећеном жртвама 11. септембра     |
| 2001.   |         | Солистички албум                                    |
| 1999.   |         | Солистички албум                                    |